# Geert Van Bruaene
Gerard (Geert) van Bruaene ("Le petit Gérard") (Kortrijk 23 juni 1891 - Brussel 22 juli 1964) was een Brusselse galeriehouder, handelaar in brocante en kroegbaas. Hij had een nauwe band had met surrealistische kunstenaars en leden van de Cobrabeweging.
Jan Walravens noemde Van Bruaene een van de meest gecultiveerde, authentiekste en ook actiefste mensen van het land. Van Bruaene was gekend voor zijn beroemde zin voor humor en lichtvoetigheid (In het Brussels dialect "zwans" genoemd), maar hij gaf ook lezingen, schreef gedichten en teksten en werd binnen de kunstwereld zeer gewaardeerd en ernstig genomen. Hij was een van de spilfiguren in de ontwikkeling van de kunst in het begin van de 20e eeuw. Hij had een talent voor het aantrekken van nog onbekende kunstenaars die later beroemd zouden worden. Hij was spilfiguur van het Brusselse artistieke leven in de eerste helft van de twintigste eeuw. Organisatorisch was Van Bruaene een ramp. Hij had echter briljante ideeën en slaagde er daardoor altijd in om mensen voor zich te winnen.

## Vóór de Tweede Wereldoorlog

#### Acteur
Geert van Bruaene was afkomstig uit Kortrijk en kwam rond 1906 met zijn moeder, broers en zussen in Schaarbeek wonen.
Hij werd in 1909 acteur bij het Alhambra Theater. In 1917 werd in dat theater door de Raad van Vlaanderen de Vlaamse onafhankelijkheid uitgeroepen. Er is niets gekend over de eventuele betrokkenheid van Geert Van Bruaene bij het activisme. In 1920 kreeg hij een contract bij het Vlaamse Volkstoneel (VVT) waar hij tot 1923 actief was.
Later werd hij bekend als galeriehouder, kroegbaas en handelaar in tweedehands artikelen.

#### Galeriehouder
Hij begon met het openen van galerieën die hij pittoreske namen gaf en die hij opende en sloot, van het ene faillissement naar het andere.
In de "Galerie du Parlement", in feite een winkel, exposeerde hij Félicien Rops en James Ensor. Hij verkocht er ook snoep en aan de deur hing een bord met de vermelding "Ceci n’est pas de l’art",de inspiratiebron voor Magritte's later werk "Ceci n'est pas une pipe".
In 1923 begon hij met het "Cabinet Maldoror" met Michel de Ghelderode als manager, in een zaal in het Hotel Ravenstein.
Onder leiding van Pierre Bourgeois werd er van 14 tot 29 september een tentoonstelling van de constructivisten georganiseerd met Marcel-Louis Baugniet, Pierre-Louis Flouquet, Jean-Jacques Gaillard, Karel Maes, Victor Servranckx, Stanislas Jasinski en Maurice Xhrouet. Belangrijk was ook de tentoonstelling van Felix De Boeck, waar Van Bruaene bijzonder belang hechtte aan een representatief overzicht van diens werk. In het surrealistisch tijdschrift Oesophage van E.L.T. Mesens werd Felix De Boeck aangekondigd tussen kunstenaars als Heinrich Campendonk, Otto Dix, Wassily Kandinsky, Paul Klee en Lazlo Moholy-Nagy. Ook Jef De Pauw (1894) kon er zijn grafiek exposeren.
De verzamelaar Max Janlet kocht er zijn eerste werken van Frits Van den Berghe en René Magritte. Hubert Malfait hield er zijn eerste exposities.
Er waren tentoonstellingen van Albert Servaes, Prosper de Troyer, Eugène Laermans, George Minne, Jacob Smits, Leon Spilliaert, Constant Permeke, Jacques Villon en Jankel Adler.
Eind 1924 opende hij bijkomend een speciaal voor grafiek bestemde kunstzaal in de Ruysbroeckstraat in Brussel, waar voor de eerste keer tekeningen van Paul Joostens, etsen van Picasso en grafisch werk van Heinrich Campendonk tentoongesteld werden.
Het "Cabinet Maldoror" was een grote naam in de Brusselse kunsthandel, maar moest bij gebrek aan zakelijk inzicht al vlug de deuren sluiten.
Met zijn vriend Paul van Ostaijen als codirecteur leidde hij van oktober 1925 tot maart 1926, de galerie "À la Vièrge poupine"  in de Naamsestraat in Brussel. Van Ostaijen gaf er lezingen over moderne kunst en poëzie. Hij stelde er ook zijn werken tentoon en dreef er een handel in schilderijen. Er werden voor de eerste maal werken van Floris Jespers en aquarellen van Auguste Mambour geëxposeerd. Andere kunstenaars die er werken tentoonstelden waren Constant Permeke, Jean Brusselmans, Max Stern, Edgard Gilmont, Gaston Wallaert en Prosper de Troyer.
Met Camille Goemans tot eind 1927 baatte hij daarna "La nouvelle vièrge poupine" in de Louizalaan 32 uit. Marthe Donas exposeerde er als eerste. Hij organiseerde verder tentoonstellingen, zoals de collageserie "L'Histoire naturelle" van Max Ernst  en reliëfs van Jean Arp.
Op 6 oktober 1926 nam hij deel aan de "Slag van het casino van Sint-Joost-ten-Node", het kristallisatiemoment van het Belgische surrealisme. Als voormalig acteur was hij er de provocateur en agitator die de volledig uit de hand gelopen ludieke protestactie van de surrealisten van de Société du Mystère, de groep rond Paul Nougé, Camille Goemans en E.L.T. Mesens en Marcel Lecomte, tegen een avant-garde toneelstuk in gang zette. Diezelfde avond werden Marc Eemans, die hij eerder ingeleid had tot het surrealisme, en Irène Hamoir opgenomen in de groep van de surrealisten.

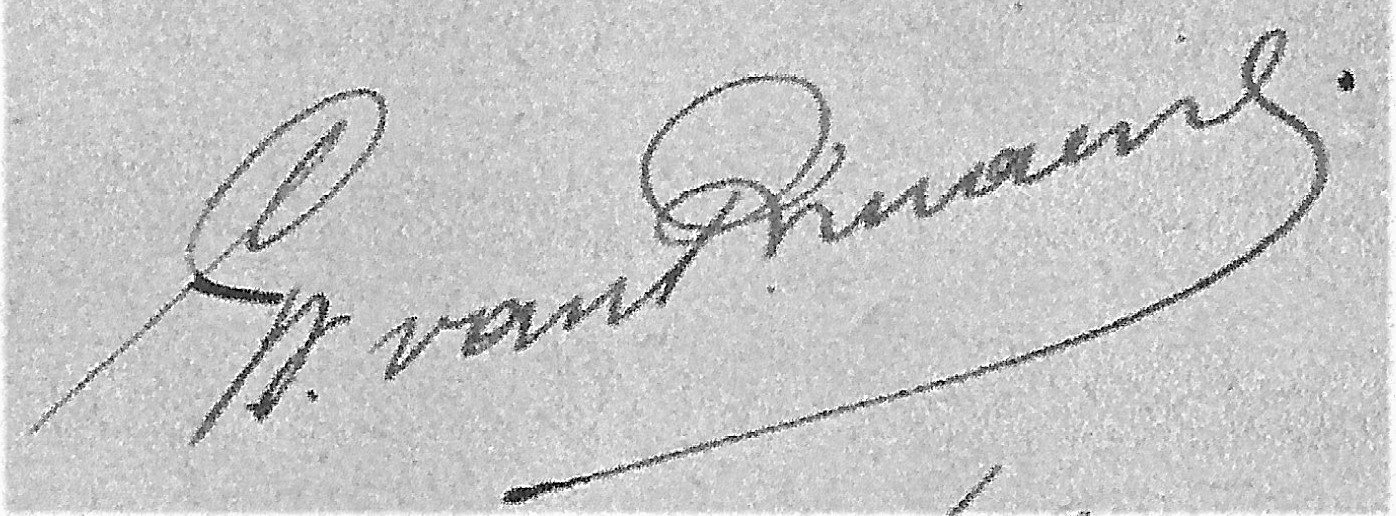
Handtekening van Geert van Bruaene uit 1922

#### A'l'Imaige Nostre-Dame
In de jaren dertig nam Van Bruaene samen met zijn partner Marietje Cleren, die zelf uitbaatster was van de herbergen "De Hoef" in Ukkel en "La Belle Étoile" in Sint-Pieters-Woluwe , en die wel over organisatietalent beschikte, de bistro-galerij-brocantezaak "À l'Imaige Nostre-Dame" in de Geschenkensteeg aan de Grasmarkt over. Hij versierde het met snuisterijen, gevonden voorwerpen, naïeve schilderijen, knipsels uit tijdschriften en kranten, en handgeschreven teksten die zijn favoriete "aforismen" (zelf verzonnen spreuken) weergaven. Ferdinand Schirren versierde de glasramen van de deuren. Op een moment dat iedereen hen nog als mislukkelingen beschouwde verkocht hij werken van Duitse expressionisten als Klee, Schwitters, Kokoschka, Arp en anderen, waardoor ze later internationale bekendheid verwierven. .
Voor zijn initiatieven rond "A l'Imaige de Nostre Dame" werd hij op de Wereldtentoonstelling 1935 bekroond met een Grand Prix de l’Exposition Populaire.
Zijn bedrijven waren een financiële catastrofe, maar gevoed door een onvergelijkbare hartstocht “, schrijft Patrick Waldberg. "Ze waren de eerste die Magritte verheerlijkten in een tijd waarin ‘experts’ en ‘mensen met smaak’ hem verfoeiden."
In de maand 1925 was Geert van Bruaene samen met Paul Nougé, de bedenker van een van de eerste filmclubs in Brussel, de "Salle Nouvelle", in de Ernest Allard straat, aan de Grote Zavel, waar de films van Abel Gance ( "The Tenth Symphony "), DW Griffith ("The Broken Lily" ) en Marcel L'Herbier ("El Dorado") werden vertoond.

## Na de Tweede Wereldoorlog

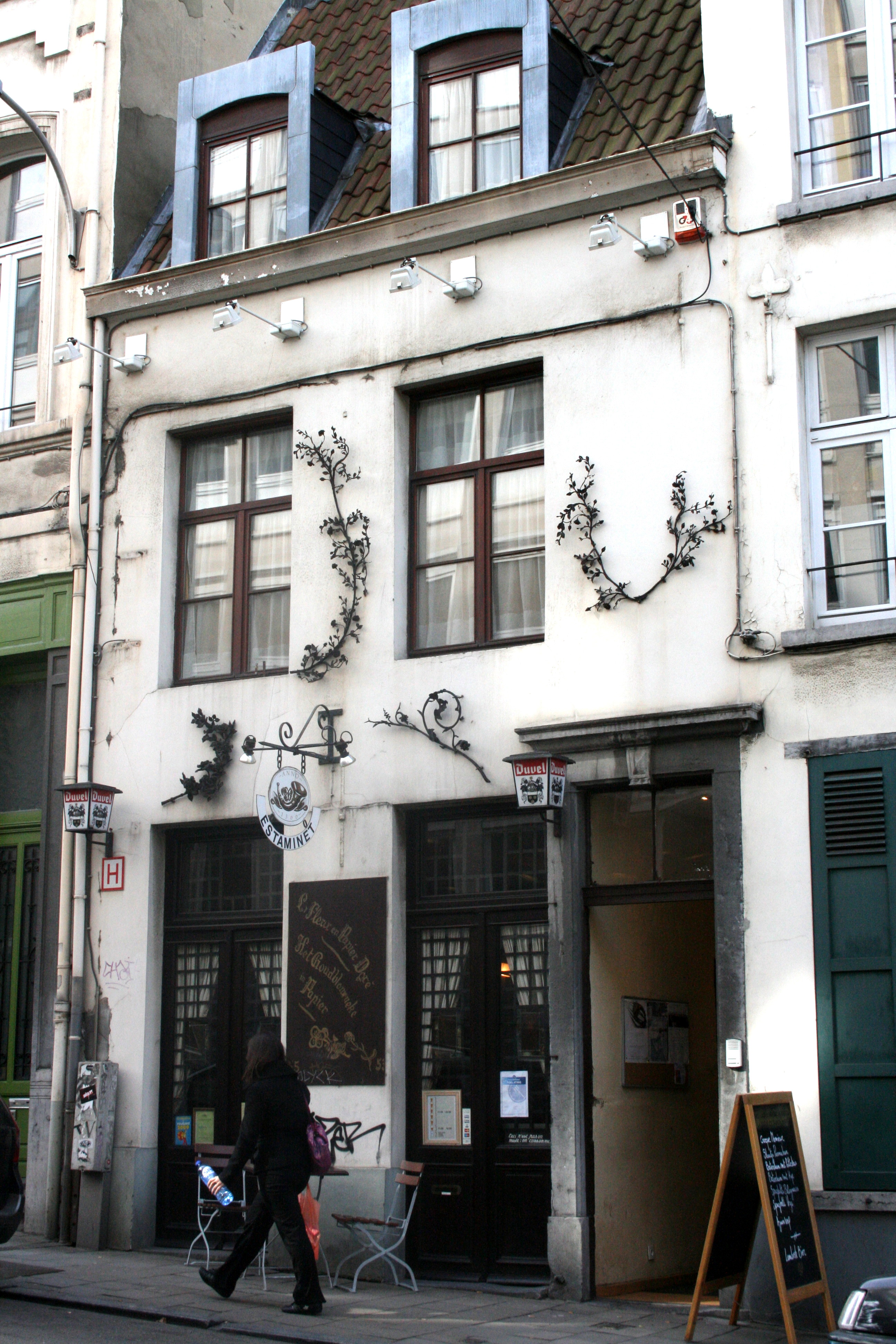
Het goudblommeke in papier, Cellebroedersstraat 55, Brussel

#### "Het goudblommeke in papier" en galeriehouder
In oktober 1944 kende het Brusselse OCMW aan Marietje Cleren de huur toe van het voormalige vervallen "Café des Artistes" aan de Cellebroedersstraat 55 om daar, op haar voorstel, een ouderwetse herberg van te maken, met een folkloristisch karakter en permanente tentoonstellingen van populaire schilderijen. Geert van Bruaene en Marietje Cleren openden er "Het goudblommeke in papier" ("La Fleur en Papier Doré"), een literair en artistiek café 
Het café werd al vlug de vergaderplaats van Brusselse surrealisten als Paul Nougé, René Magritte, Marcel Mariën, Robert Goffin, Louis Scutenaire en Paul Colinet.
Vanaf 10 december 1949 werden de redactievergaderingen van het tijdschrift "Tijd en Mens" van Jan Walravens er georganiseerd. Het was het eerste naoorlogs literair tijdschrift dat een “modern” programma verdedigde en propageerde. Het zou tot 1955 verschijnen. In de redactie zaten Vlaamse schrijvers als Albert Bontridder, Hugo Claus, Louis-Paul Boon en Marcel Wauters en een aantal Nederlandse Vijftigers zoals Hans Andreus, Gerrit Kouwenaar en Sybren Polet.
Alhoewel er werken van James Ensor en Félicien Rops verkocht werden, toen nog aan bescheiden prijzen, is "het Goudblommeke in papier", ondanks de plannen, nooit een galerie geweest.
In december 1949 opende Gérard van Bruaene een nieuwe boetiek, "Le Diable par la Queue", aan de Kerstenmannekensstraat 12. De inhuldiging ging gepaard met de eerste buitenlandse tentoonstelling van tekeningen en schilderijen van zijn vriend Jean Dubuffet. Er werd een poster gedrukt in de vorm van een litho en een catalogus, “Memorial" met acht gekalligrafeerde pagina's en drie litho's van Dubuffet  .
De boetiek werd al snel omgedoopt tot "L'Agneau moustique" en er werden expo's gehouden van moderne Congolese schilders, onder meer Albert en Antoinette Lubaki en Djilatento.
Hij had ook nog de betrekkelijk succesvolle galerieën “Le Peintre chez lui” en “La Fin des Haricots”.
Zijn plannen voor het oprichten van "La Galerie de la Pépinière", "Le Jabot de pluie" en "Le Vase de Soissons" gingen echter niet door.
Op 8 maart 1953 organiseerden de Brusselse surrealisten een banket in "Het goudblommeke in papier" om de terugkeer van Marcel Mariën te vieren, na een verblijf als keukenhulp aan boord van een Zweeds vrachtschip. Er werd een groepsfoto gemaakt door de antiquair Albert van Loock op de trappen van de kroeg. Dit is een van de bekendste portretten van de Belgische surrealisten, met Van Bruaene in een zetel, omringd door Marcel Mariën, Camille Goemans, Irène Hamoir, Georgette Magritte, E.L.T. Mesens, Louis Scutenaire, René Magritte en Paul Colinet. Een tweede foto van hetzelfde tafereel met nu ook Van Loock er op is waarschijnlijk door Georgette Magritte gemaakt.
In 1953 publiceerde Irène Hamoir haar roman "Boulevard Jacqmain". Hierin verschijnen de Belgische surrealisten onder min of meer transparante bijnamen: "Paul Nouguier" voor Paul Nougé, "Gritto" voor René Magritte, "Maître Bridge" voor Louis Scutenaire, "Édouard Massens" voor E.L.T. Mesens, "Bergère" voor Georgette Magritte, "Marquis" voor Paul Magritte, "Sourire" pour André Souris, "Monsieur Marcel" voor Marcel Lecomte en "Evrard" pour Geert van Bruaene.
In de jaren vijftig sloot Gérard van Bruaene vriendschap met leden van de CoBrA-beweging, zoals Lucebert, Karel Appel, Pierre Alechinsky, Christian Dotremont, Pol Bury en Hugo Claus, Louis Paul Boon, Simon Vinkenoog en Jan Walravens. Hugo Claus vierde op 26 mei 1955 zijn huwelijk met Elly Overzier in Het Goudblommeke in papier, in aanwezigheid van Corneille.

Geert Van Bruaene was tot zijn overlijden op 22 juli 1964 actief als kroegbaas van het Goudblommeke in papier.

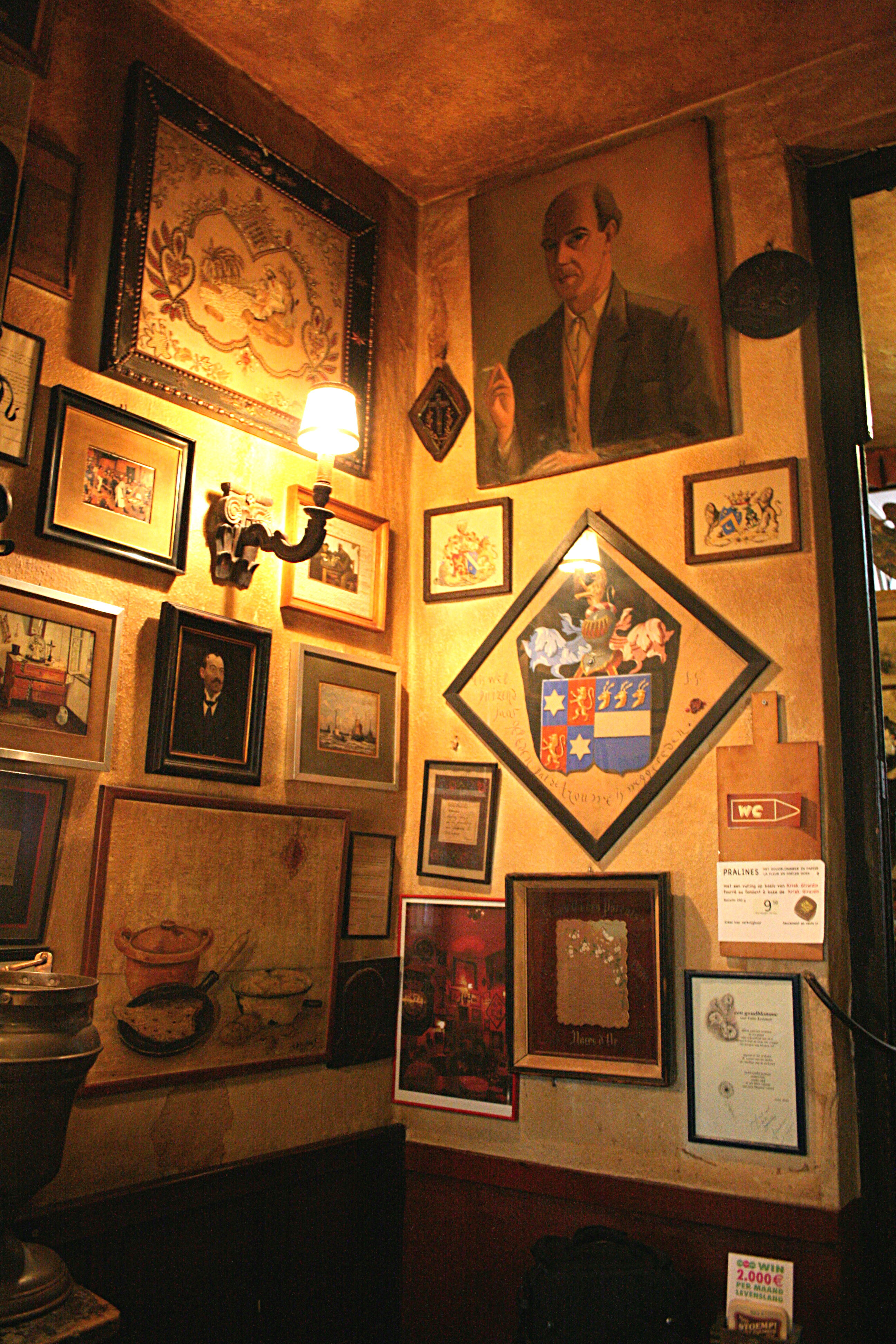
Interieur van "Het goudblommeke in papier"
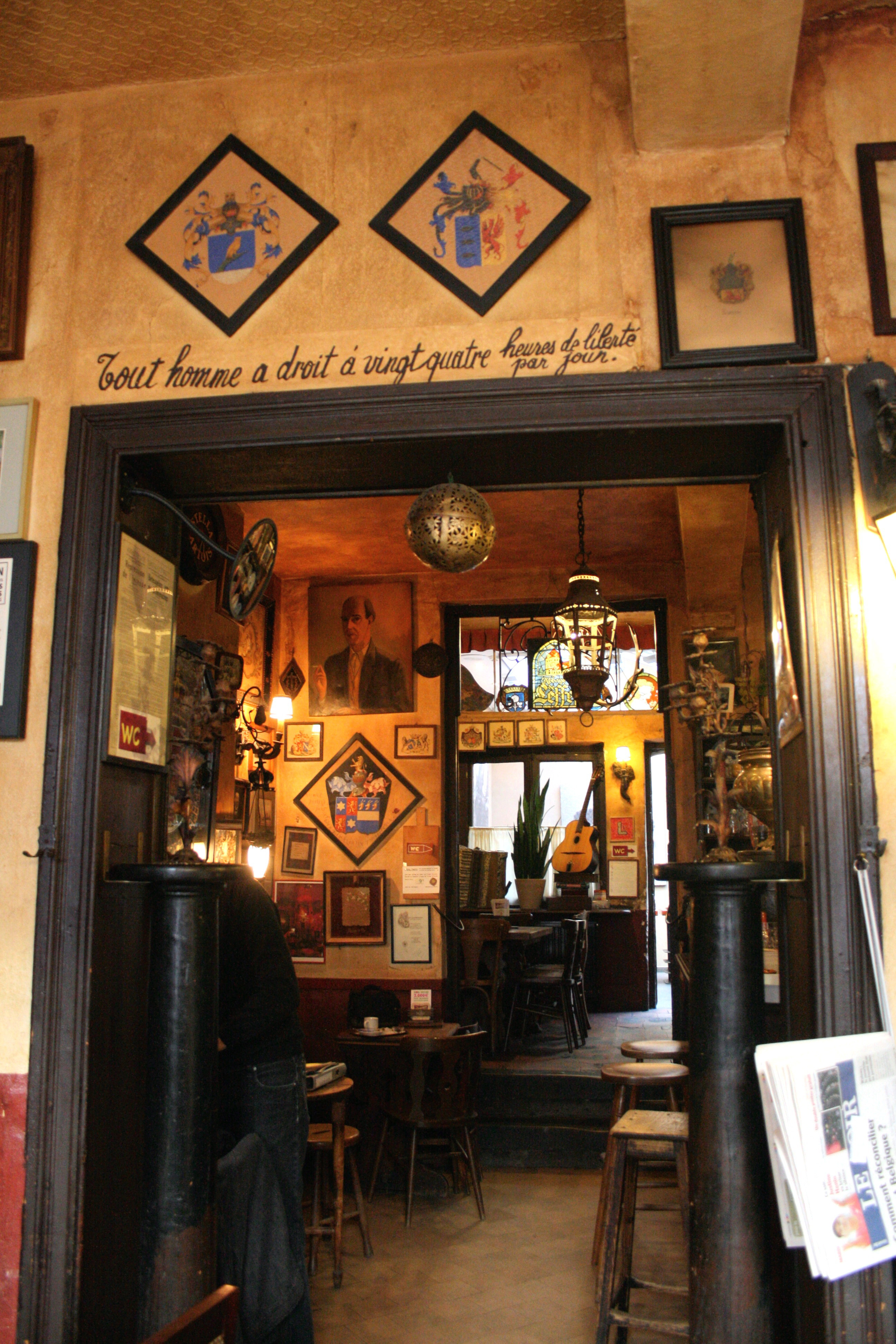
Interieur van "Het goudblommeke in papier" met aforisme
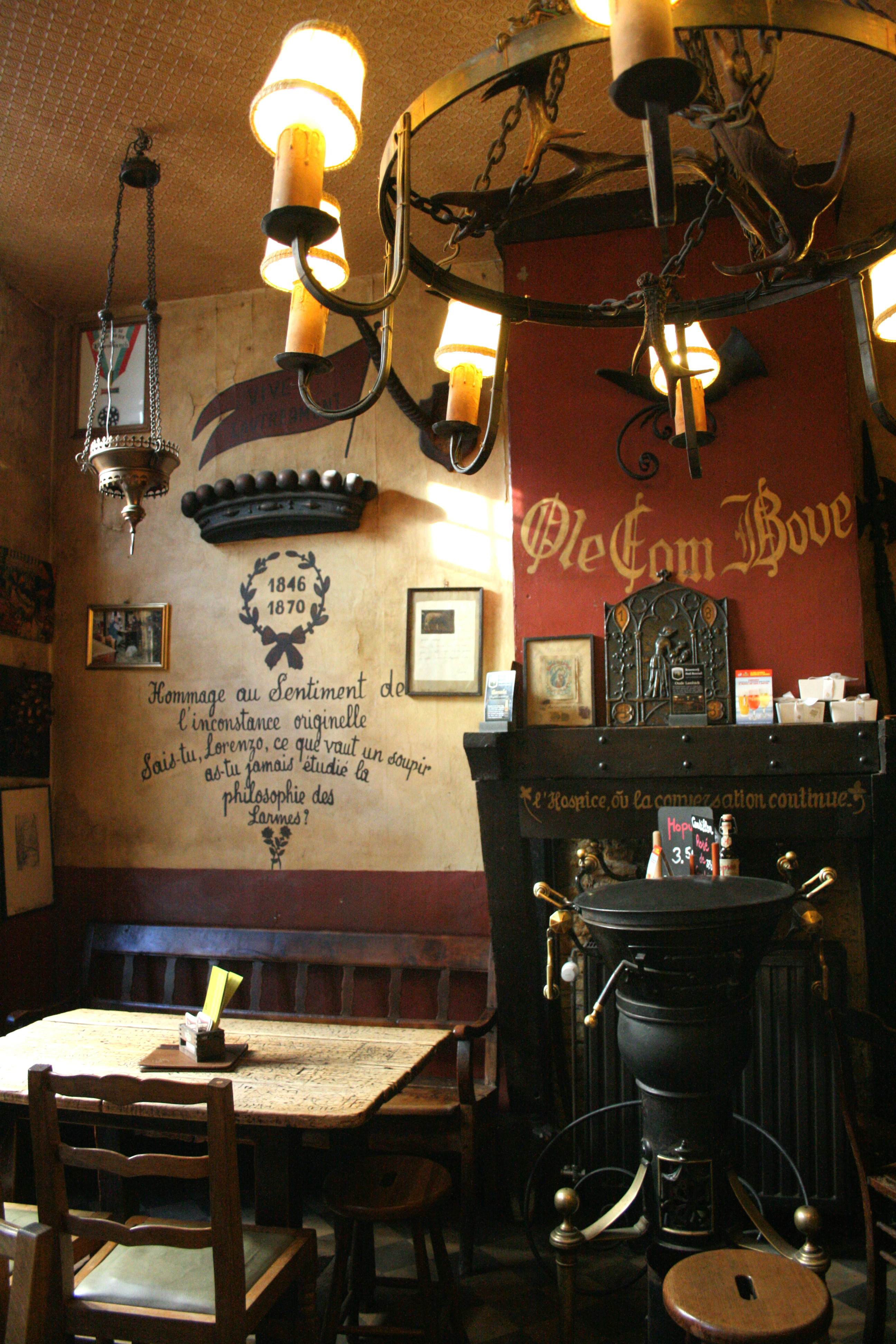
Interieur van "Het goudblommeke in papier"

## Aforismen van Van Bruaene
Deze aforismen of zelf verzonnen spreuken hingen boven de toonbank en aan de muren van "A l'Imaige de Nostre Dame" en "Het Goudblommeke in Papier". Enkele bekende aforismen van Van Bruaene zijn: "Ieder mens heeft recht op vierentwintig uur vrijheid per dag " of "Zeker, wij zijn niet genoeg niemandal" en het westvlaamse "Ole com bove" (olie drijft boven).
Vanaf 1941 probeerden Magritte, Louis Scutenaire en Marcel Mariën vergeefs Van Bruaene ervan te overtuigen zijn aforismen te publiceren in de edities van "L'Aiguille magnetée" onder beheer van Mariën.
Scutenaire nam er een aantal op in zijn boek "René Magritte".

## Radio
- Christian Bussy, "Gérard Van Bruaene en Paul Colinet", RTB, 1968.